# Psyrassa tympanophora
Psyrassa tympanophora là một loài bọ cánh cứng trong họ Cerambycidae.